# Barend Britz
Barend Britz   (Bela-Bela, 14 de desembre de 1954 - Perpinyà, 6 de desembre de 2018) fou un jugador de rugbi a XV nascut a Sud-àfrica i instal·lat a Perpinyà. Era l'oncle de Gerrie Britz. Morí a conseqüència d'una brutal agressió amb puny americà patida al bar que regentava.